# Nubel
Nubel est un roi quinquegentien issu de la tribu des Jubalenis (tribu établie près de la région de l'antique ville d'Auzia )sour el ghozlan actuellement , ayant vécu au milieu du IVe siècle.Dans son Château de Petra Maklou
Il est considéré par Ammien Marcellin comme l'un des plus puissants rois maures de son époque.

## Biographie
Nubel est encore généralement identifié par de nombreux érudits modernes à l'officier d'origine africaine romanisé et christianisé, Flavio Nuvel, qui, selon une inscription trouvée à Rusguniae (l'actuel Tamentfoust, Algérie), en Maurétanie césarienne, aurait servi de poste à de jeunes chevaliers armés (latin : praepositus equitum armigerorum iuniorum). Cette association a été mise en doute dans les années 1970 par les auteurs de la Prosopographie de l'Empire romain tardif. Il joua notamment un rôle d'importance dans l'administration provinciale romaine pour laquelle il était chargé de l’encadrement des tribus locales, son origine autochtone contribuant et garantissant d'une certaine manière un contrôle plus ferme de la région.
Nubel eut 7 descendants connus :  Zammac/Sammac, Firmus (qui a tué Zammac et s'est rebellé contre Valentinien I), Gildon (qui s'est rebellé contre l'empereur Honorius), Mazuca, Mascezel, Dius et sa fille Cyria. Bien que d'après Ammien Marcellin, il eut aussi des enfants illégitimes issu de relations avec ses concubines.
D'après Jean-Pierre Laporte : 
« Bien que probablement chrétien, si l’on en juge par la religion de ses enfants, Nubel était polygame, vieille tradition libyque que n’avait pu éliminer la christianisation de la famille. Ses enfants, issus d’une épouse légitime et de concubines, étaient de ce fait de statut différent. Si Ammien cite ce détail dans la première phrase de son récit, c’est parce qu’il était important pour la suite de son exposé : le sort différent réservé dans la succession de Nubel à ses enfants « provoqua discordes et guerres » (Ammien, ibidem). » 
Sa mort devait être antérieur à la révolte de son fils Firmus en 370 car cette révolte est justement dû à une querelle de succession.

## Culture

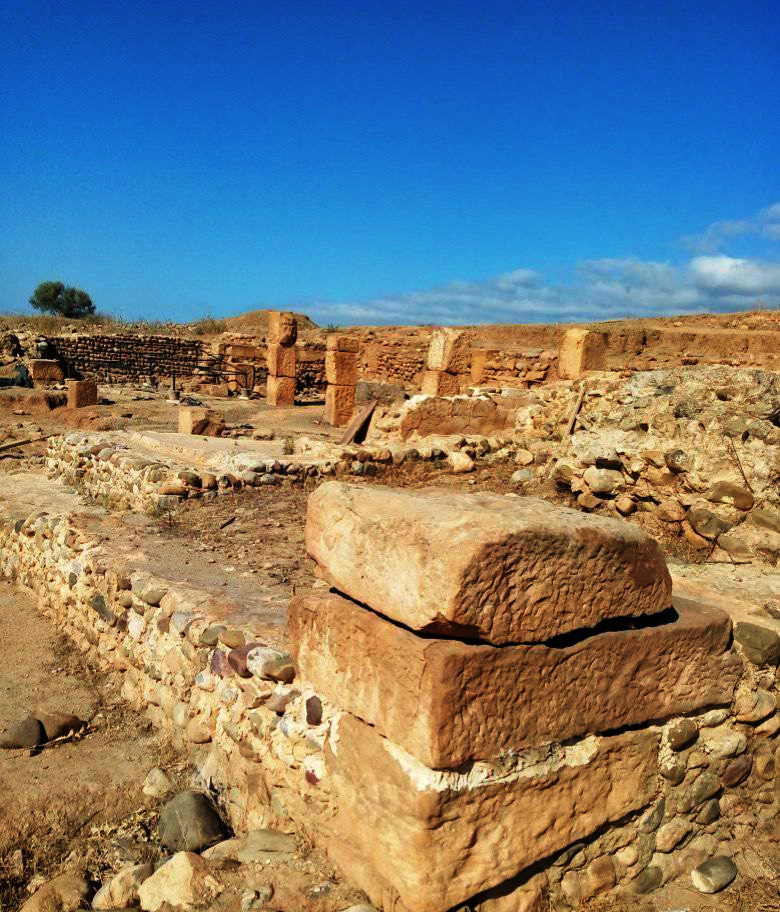
Le Chateau de Petra Maklou

La résidence de Nubel est Le château de Petra Maklou , également connu sous le nom de Mlakou, est un site historique ancien chateau du roi berbers Nubel situé près de Béjaïa en Algérie. Détruit au 4e siècle par le général romain Théodose lors de la guerre  contre Firmus fils de nubel qui fera une guerre de succession contre son frère Zammac , Petra était la résidence de Nubel roi Berber et sont fils Zammac ,Selon l'historien romain Ammien Marcellin, Petra avait « la taille d’une ville,,»
Présenté par les archéologues comme « le siège de résidence et de gouvernance de la région », Petra fut rasée par Théodose après que Firmus soit révolté contre l’autorité de l’empereur Valentinien II.Description par Stéphane Gsell Dans sa « Note sur une inscription d’Ighzer Amokrane », Stéphane Gsell décrit Petra comme un « éperon qui commande au nord le confluent de l’Oued-Seddouk avec l’Oued-Sahel (La Soummam) ». Il mentionne également la présence de « traces de murs, des chapiteaux, des colonnes bien conservées » et des « pierres portant des caractères et des dessins employés à des constructions voisines ».